# Mathis Olimb
Mathis Olimb (* 1. Februar 1986 in Oslo) ist ein norwegischer Eishockeyspieler, der seit Juli 2021 erneut bei Vålerenga IF in der GET-ligaen unter Vertrag steht. Sein Bruder Ken André ist ebenfalls ein professioneller Eishockeyspieler.

## Karriere
Mathis Olimb begann seine Karriere als Eishockeyspieler in seiner Heimatstadt bei Vålerenga IF, für dessen Profimannschaft er in der Saison 2002/03 sein Debüt in der GET-ligaen gab und mit der er auf Anhieb in seinem Rookiejahr erstmals in seiner Laufbahn Norwegischer Meister wurde. Im Anschluss an diesen Erfolg wechselte er innerhalb der höchsten norwegischen Spielklasse zu Manglerud Star Ishockey, für den er in der Hauptrunde in insgesamt 35 Spielen 20 Scorerpunkte, davon neun Tore, erzielte. Vor der Saison 2004/05 verließ er Manglerud, da der Verein aufgrund finanzieller Probleme in die zweite Liga zurückgestuft wurde. Die gesamte Saison 2004/05 verbrachte Olimb in der kanadischen Juniorenliga Ontario Hockey League, wo er für die London Knights, die ihn beim CHL Import Draft 2004 mit ihrem ersten Pick als insgesamt 56. Spieler gezogen hatten, und Sarnia Sting auf dem Eis stand. Anschließend kehrte der Angreifer für zwei Jahre in seine norwegische Heimat zurück, wo er für Vålerenga IF spielte, mit dem er 2006 und 2007 erneut den norwegischen Meistertitel gewann. In der Saison 2006/07 war er zudem bester Vorlagengeber der Liga.
Im Sommer 2007 erhielt Olimb einen Vertrag bei den Augsburger Panthern aus der Deutschen Eishockey Liga. Dort gehörte er in seinen zwei Jahren bei den Panthern zu den Führungsspielern seiner Mannschaft und erzielte in 97 Spielen 80 Scorerpunkte, davon 27 Tore. Zur Saison 2009/10 wurde er vom Frölunda HC aus der schwedischen Elitserien verpflichtet. Auch dort konnte er mit 38 Scorerpunkten, davon zehn Tore, in 62 Spielen überzeugen, woraufhin er einen Vertrag als Free Agent bei den Chicago Blackhawks erhielt, für deren Farmteam Rockford IceHogs er in der Saison 2010/11 in 59 Spielen zehn Tore und 22 Vorlagen in der American Hockey League erzielte. Zur Saison 2011/12 kehrte er zum Frölunda HC in die Elitserien zurück und blieb dort bis 2015. In seiner letzten Serie für Frölunda war er wertvollster Spieler, Topscorer und bester Vorbereiter in der Champions Hockey League.
Er begann die Saison 2015/16 bei Jokerit aus der KHL und wechselte im Dezember 2015 auf Leihbasis zu den Kloten Flyers in die Schweizer National League A (NLA). Im April 2016 gab der schwedische Erstligist Linköpings HC seine Verpflichtung bekannt und nahm zugleich auch seinen Bruder Ken André Olimb unter Vertrag. Nach zwei Jahren in Linköping und einer Saison beim Skellefteå AIK nahm Olimb im Mai 2019 ein Vertragsangebot der Grizzlys Wolfsburg aus der Deutschen Eishockey Liga an.
Mit den Grizzlys erreichte er 2021 das Playoff-Finale der DEL. Nach zwei Jahren in Wolfsburg, 93 DEL-Partien und 65 Scorerpunkten kehrte Olimb im Juli 2021 zu seinem Heimatverein zurück.

### International

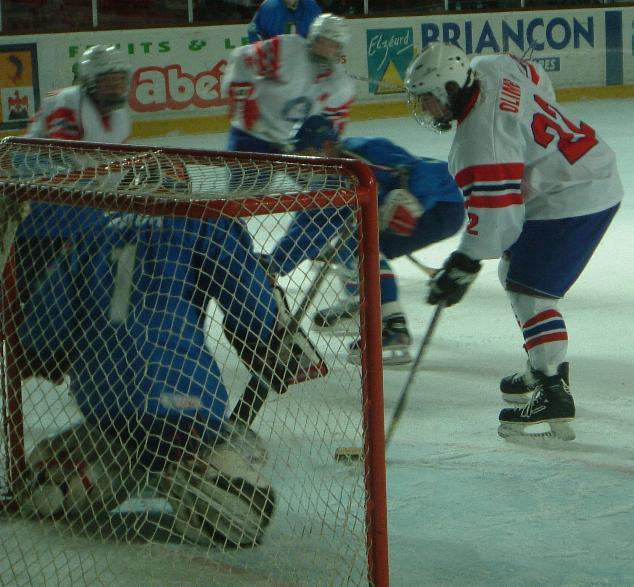
Olimb (rechts) im norwegischen Nationaltrikot

Für Norwegen nahm Olimb im Juniorenbereich an der U18-Junioren-Weltmeisterschaft der Division I 2003, den U18-Junioren-Weltmeisterschaften der Top-Division 2002 und 2004, als er gemeinsam mit sieben weiteren Spielern bester Vorlagengeber des Turniers war, sowie den U20-Junioren-Weltmeisterschaften der Division I 2003, 2004 und 2005, als er Topscorer und bester Vorlagengeber des Turniers war, und der U20-Junioren-Weltmeisterschaft der Top-Division 2006 teil.
Im Seniorenbereich stand er im Aufgebot seines Landes bei den Weltmeisterschaften der Top-Division 2007, 2008, 2010, 2011, als er bester Vorlagengeber des Turniers war, 2012, 2013, 2014, 2015, 2016, 2017, 2018, 2019, 2021 und 2022. Zudem vertrat er seine Farben bei den Olympischen Winterspielen 2010 in Vancouver (nebst der dazu gehörenden Qualifikation), 2014 in Sotschi und 2018 in Pyeongchang (ebenfalls nebst der dazu gehörenden Qualifikation) sowie bei der Olympiaqualifikation für die Winterspiele 2022 in Peking.

## Erfolge und Auszeichnungen
- 2003 Norwegischer Meister mit Vålerenga IF
- 2006 Norwegischer Meister mit Vålerenga IF
- 2007 Norwegischer Meister mit Vålerenga IF
- 2007 Bester Vorlagengeber der GET-ligaen
- 2015 Gullpucken (Bester norwegischer Eishockeyspieler)
- 2015 Wertvollster Spieler, Topscorer und bester Vorbereiter der Champions Hockey League

### International
- 2003 Aufstieg in die Top-Division bei der U18-Junioren-Weltmeisterschaft der Division I, Gruppe B
- 2004 Bester Vorlagengeber der U18-Junioren-Weltmeisterschaft (gemeinsam mit sieben weiteren Spielern)
- 2005 Aufstieg in die Top-Division bei der U20-Junioren-Weltmeisterschaft der Division I, Gruppe A
- 2005 Topscorer der U20-Junioren-Weltmeisterschaft der Division I, Gruppe A
- 2005 Bester Vorlagengeber der U20-Junioren-Weltmeisterschaft der Division I, Gruppe A
- 2011 Bester Vorlagengeber der Weltmeisterschaft

## Karrierestatistik

### International
(Legende zur Spielerstatistik: Sp oder GP = absolvierte Spiele; T oder G = erzielte Tore; V oder A = erzielte Assists; Pkt oder Pts = erzielte Scorerpunkte; SM oder PIM = erhaltene Strafminuten; +/− = Plus/Minus-Bilanz; PP = erzielte Überzahltore; SH = erzielte Unterzahltore; GW = erzielte Siegtore; 1 Play-downs/Relegation; Kursiv: Statistik nicht vollständig)